# The Atlas of Economic Complexity
The Atlas of Economic Complexity é um livro de economia publicado em 2011 por Ricardo Hausmann, César A. Hidalgo, Sebastián Bustos, Michele Coscia, Sarah Chung, Juan Jimenez, Alexandre Simões e Muhammed A. Yıldırım. Ele tenta medir a quantidade de conhecimento produtivo que cada país possui, criando visualizações das diferenças entre as economias nacionais. A originalidade do livro é ir além das estatísticas tradicionais, fazendo uso de "estatísticas de complexidade" com dados sobre as exportações de 128 países. O livro conclui com dicas sobre "quão difícil e complexo pode ser para planejadores do governo iniciar o desenvolvimento de uma nova indústria - ao mesmo tempo mostrando que há novas indústrias que vão lutar para se desenvolverem sem ajuda".
O Atlas online é um website contendo visualizações interativas dos dados:
- 1962–2000: The Center for International Data from Robert Feenstra
- 2001–2011: UN COMTRADE